# Synaxis latistrigata
Synaxis latistrigata är en fjärilsart som beskrevs av W. Warren 1894. Synaxis latistrigata ingår i släktet Synaxis och familjen mätare. Inga underarter finns listade i Catalogue of Life.